# K-индекс
K-индекс — это показатель характеризующий геомагнитную активность и классифицирующий геомагнитные бури. Он представляет собой отклонение магнитного поля Земли от нормы в течение трёхчасового интервала. Индекс был введён Юлиусом Бартельсом в 1938 году и представляет собой значения от 0 до 9 для каждого трёхчасового интервала (0-3, 3-6, 6-9 и т. д.) мирового времени.
Буква K в названии индекса происходит от немецкого слова Kennziffer, означающего «характерная цифра».

## Расчёт
В пункте измерения с помощью магнитометра проводится регистрация горизонтальных компонентов магнитной индукции в нТл в течение трёх часов. Для вычисления отклонения из полученных значений вычитается средний показатель спокойных дней.
Максимальные положительные и отрицательные отклонения, полученные в любое время в трёхчасовом промежутке, суммируются для определения общего максимального отклонения. В соответствии со специальной таблицей преобразований определяется К-индекс. Он является квазилогарифмическим и увеличивается на единицу при увеличении отклонения приблизительно в два раза.
Так как геомагнитная активность варьируется от места к месту, то в разных измерительных пунктах таблица преобразований может отличаться.
| Отклонение, нТл | <5 | 5-10 | 10-20 | 20-40 | 40-70 | 70-120 | 120-200 | 200-330 | 330-550 | >550 |
| К-индекс        | 0  | 1    | 2     | 3     | 4     | 5      | 6       | 7       | 8       | 9    |

## Планетарный К-индекс
Существует общий для всей планеты индекс геомагнитных бурь — Kp-индекс или планетарный К-индекс. Он определяется как средневзвешеное от нескольких измерительных пунктов с точностью до 1/3. Дробные показатели обозначаются знаками -, о и +.Например, 4- означает 3 и 2/3, 4о означает 4 ровно, 4+ означает 4 и 1/3.